# Zenón de Pombo
Zenón de Pombo O'Donnell y Ante D'Anethan (Bogotá, 22 de noviembre de 1805-Bogotá, 26 de agosto de 1882) fue un abogado, político y diplomático colombiano, miembro del Partido Conservador Colombiano. 
Pombo llegó a ser un importante elector del Cauca pre-republicana, junto a su hermano Lino, ejerciendo ambos influencia en las decisiones de la provincia y del país. Fundó con sus sobrinos y alumnos la Sociedad Patriótica de los Amigos del Orden, grupo de ciudadanos políticos que buscaban incidir en la sociedad caucana de la época.
Ocupó la rectoría de la Universidad del Cauca en varios períodos. Fue gobernador encargado cuando se desempeñaba como procurador del Cauca entre 1854 y 1855. Previamente había sido juez cantonal, presidente del Cabildo y director de Instrucción Pública de esta provincia. 
Así mismo, fue magistrado del Tribunal Superior de Popayán, administró la Casa de Moneda de esa ciudad, fue vicepresidente de la Junta de Crédito Público y Contador de Diezmos del Arzobispado. Durante el tiempo en que residió en la capital fue Jefe de Sección de la Tesorería Nacional.

## Familia
Zenón de Pombo O'Donnell era miembro de la aristocracia colombiana, y descendiente nobleza hispano-irlandesa llevando los apellidos O'Donnell, y Anethan. Sus padres eran el contador y político colombiano Manuel Antonio de Pombo y Ante (firmante del acta de independencia de Colombia) y la noble española María Beatriz Isabel O'Donnell d'Anethan, siendo sus hermanos Lino, Matilde, María Josefa, Natalia y Teresa Pombo O'Donnell.
Su padre era sobrino nieto del banquero Pedro Agustín de Valencia, cuya sobrina Tomasa Sarasti y Ante se casó con el polímata José Félix de Restrepo. Tomasa por tanto era tía de Manuel de Pombo.
Su madre era hija del noble irlandés Joseph O'Donnell (Seosamh Ó Domhnaill en gaélico), descendiente de Red Hugh O'Donnell y un sinnúmero de nobles gaélicos; y de la noble francesa Marie Anne Marguerite d'Anethan (nacida en el Luxemburgo francés), siendo sus hermanos los militares Enrique, José y Carlos O'Donnell y Anhetan. Su tío Carlos fue padre del político español Leopoldo y del militar Carlos O'Donnell y Joris, sus primos. 

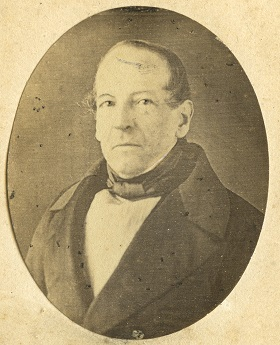
Su hermano mayor, Lino de Pombo.

Por parte de sus hermanos, Lino destacó en la política siendo el primer canciller de Colombia, casado con Ana María Rebolledo Tejada. Los hijos de Lino (sobrinos de Zenón), destacaron en diversos camposː Rafael en la literatura (de quien se cuenta vivió un tiempo en casa de los Pombo Arroyo en Popayán), Fidel en las ciencias, y Manuel en la política y las ciencias jurídicas; Felisa, la hermana de los anteriores, era la trastatarabuela del expresidente Ernesto Samper Pizano. María Josefa, por su parte, se casó con el educador Manuel María Mosquera y Arboleda, gemelo del sacerdote Manuel José, y hermano de los expresidente Tomás Cipriano y Joaquín Mosquera. 
Su hermana Matilde fue la madre de los políticos Julio y Sergio Arboleda Pombo, por su matrimonio con el comerciante y militar José Rafael Arboleda Arroyo, quien era a su vez sobrino del independentista Antonio Arboleda y Arrachea, y por tanto pariente lejano de los hermanos Mosquera; Julio fue presidente de Colombia brevemente en 1864 (casado con Sofía Mosquera Hurtado), y Sergio fue un académico. De su hermana Natalia, nació Margarita Diez-Colunje y Pombo, quien se casó con el político Miguel Arroyo Hurtado, cuñado de Zenón; el matrimonio Arroyo Diez produjo a Miguel Arroyo Diez. 

### Matrimonio y descendencia

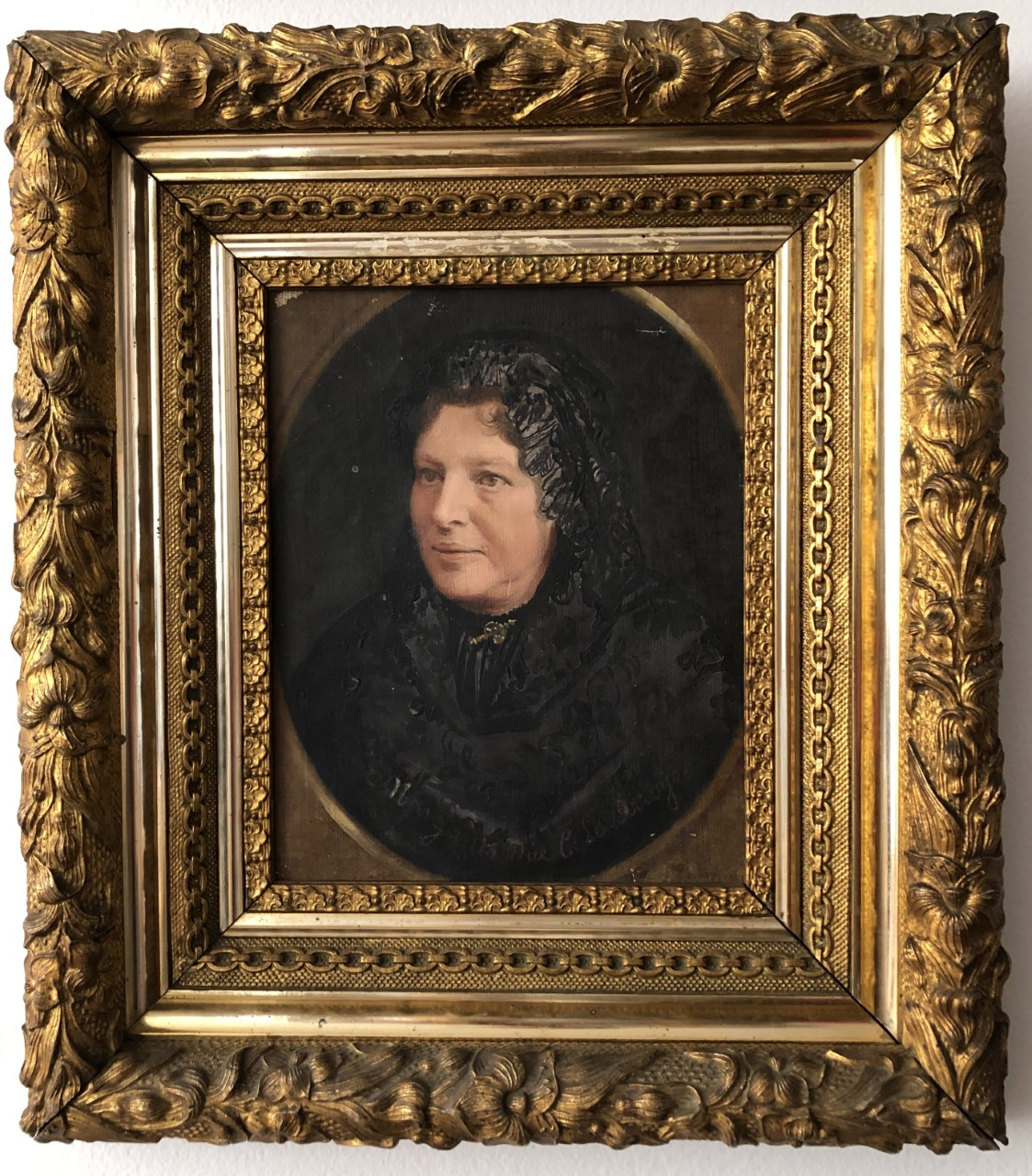
Su sobrina Margarita Diez, casada con Miguel Arroyo, su cuñado.

Zenón se casó con María Manuela Arroyo y Hurtado, dama de Popayán, con quien tuvo a sus hijos Enrique, Alonso, Leopoldo, Leonor, Lucio, Luis, Clementina y Juan Bautista Pombo Arroyo. Su esposa era hija de Santiago Arroyo y Valencia, a su vez hermano del sacerdote Marcelino Arroyo e hijos ambos del banquero Pedro Agustín de Valencia (de donde surge la familia Valencia de Popayán, y quien, como ya se dijo, era tío bisabuelo de Zenón). También era hermana del político Miguel Arroyo y Hurtado, esposo de la sobrina de Zenón, Margarita Diez-Colunje.
Su hijo Leopoldo Benito se casó con Inés Arboleda Valencia, hija de su primo Sergio Arboleda y Martha Francisca de Paula Valencia y Coz; Juan Bautista se unió a Dolores Arroyo y Arroyo, sobrina de los hermanos Pérez de Arroyo y Valencia; Alonso con Alicia Mejía Montoya; y Clementina con Aparicio Rebolledo Carvajal (primo de Rafael Pombo y del empresario Manuel Carvajal Valencia). 
Descendientes del siglo XXI incluyen a su tataranieto Roberto Pombo Holguín Leyva, quien fue director del Periódico El Tiempo, y también su trastataranieto Andrés Krohne Rivadeneira Pombo, político integrante del Partido Conservador Colombiano.